# Химрик
Химрик — река в России, протекает в Тляратинском районе Республики Дагестан. Длина реки составляет 22 км. Площадь водосборного бассейна — 72,1 км².
Начинается у граници с Грузией на склоне хребта Ношимар. Течёт в ущелье в восточном направлении, в низовьях поворачивает на северо-запад. В нижнем течении протекает через сосново-берёзовый лес. Устье реки находится в 136 км по левому берегу реки Джурмут у села Талсух. В низовьях имеет ширину 10 метров и глубину 1,2 м.
Основной приток — Баараор, впадает справа.

## Данные водного реестра
По данным государственного водного реестра России относится к Западно-Каспийскому бассейновому округу, водохозяйственный участок реки — Сулак от истока до Чиркейского гидроузла. Речной бассейн реки — Терек.
Код объекта в государственном водном реестре — 07030000112109300000797.